# 민경욱 (시인)
민경욱(閔景郁, 1974년 ~ )은 대한민국의 시인이다.

## 생애
민경욱은 충청남도 신탄진 출생으로 필명(筆名) 시선(時線)으로 활동하고 있으며 본관은 여흥이다. 1997년에 시집 《대체희망의 비데오테잎》을 출간하였고, 2012년 시 '점 하나가' 로 등단하였다. 수상작으로는 〈점 하나가〉, 〈사랑 공동체〉, 〈누룽지〉, 〈사월낙화〉, 〈중섭 2〉, 〈연꽃〉 등의 시가 있다. 현재 한국문인협회 시인이자 한국기독교작가협회 작가로 활동하고 있다.

## 수상
- 2019년 중소벤처기업부 장관상 표창
- 2019년 iF Design Award
- 2018년 특허청장상 (디자인부산)
- 2018년 iF Design Award
- 2014년 기독교문예 신인작품상
- 2012년 한국문단 낭만시인 공모전 최우수상
- 2012년 대한문학세계 신인문학상
- 2012년 문학일보 보리피리물레상
- 1999년 대한민국 디지털 콘텐츠 산업화 공모대상 동상

## 저서
- 《Paper》 'Exploring Parental Experience at Children's Hostpital:Design Recommendations for Their Needs and Wishes' (IASDR 2019)
- 《Paper》 'Parents Experience at Children Hospital: The Desire and Difficulty of Caregiving' (IASDR 2019)
- 《부산문학》 제2호 공저 (2018년)
- 《부산문학》 창간호 공저 (2018년)
- 《Paper》 'IDENTIFYING EMOTIONAL INTERACTIONS BETWEEN PARENT, CAREGIVER AND CHILD PATENT IN THE CHILDREN'S HOSPITAL AND THE DESIGN IMPLICATION' (2017년)
- 《논문》 '아동을 위한 링거대 디자인 가이드라인 개발 연구' (2017년)
- 《기독교문예》 제11호 공저 (2017년)
- 《기독교문예》 제10호 공저 (2015년)
- 《기독교문예》 제9호 공저 (2014년)
- 《한국문단》 제17호 공저
- 《한국문단》 제16호 공저
- 《한국문단》 제15호 공저 (2012년)
- 《대체희망의 비데오테잎》 (1997년, 미솔사)

### 주요 작품
- 오르막
- 사랑 공동체
- 점 하나가
- 누룽지
- 연꽃
- 사월낙화
- 중섭 2
- 불명

### 수상작
- 점 하나가
- 사랑 공동체
- 누룽지
- 기도 3 - 환난날의 기도
- 연꽃
- 예수 생명 삶 속에

## 활동
- 한국문인협회 시인
- 한국기독교작가협회 작가
- 부산크리스천문인협회 문인
- 한국문단 특선 문인
- 시인부락 동인
- 글치레문학연구회 회원
- 소셜엔 대표